# 烤羊頭

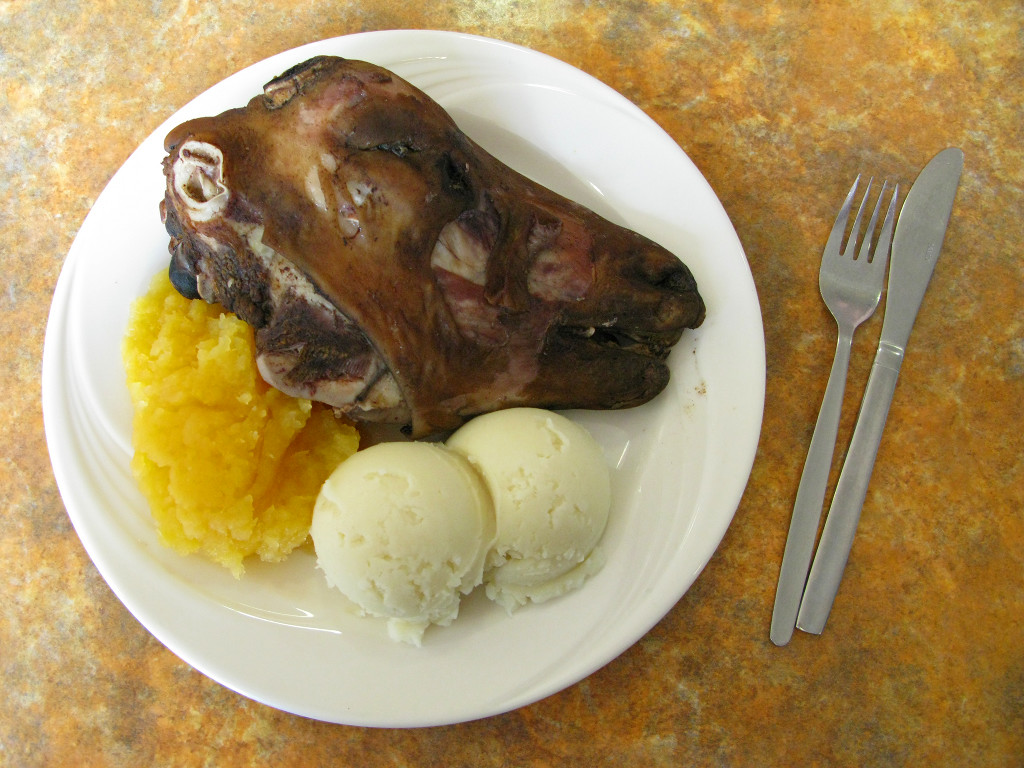
雷克雅維克的烤羊頭，搭配蘿蔔泥和馬鈴薯泥。

烤羊頭（發音：错误：{{IPA}}: 无法识别的语言标签：s'viθ）是一道冰島傳統料理。它取切對半的羊頭，微烤至羊毛全部脫落，再經熬煮、去除腦髓即完成。羊頭有時也以乳酸醃漬貯藏。
古時冰島人資源匱乏，他們在宰殺動物後，不能浪費畜體的任何部位。烤羊頭料理便應運而生。它屬於冰島自助式傳統美食總匯冰岛臭食（þorramatur）的一部分，是冰島仲冬傳統節日臭食节（Þorrablót）不可或缺的菜餚。烤羊頭也可以取肉塊擠壓成膠態條狀，以乳清醃漬，製成一種頭肉香腸（sviðasulta）。其他北歐國家也有類似的料理，如挪威的燻羊頭（smalahove）等。